# Molen van Dortants
De Molen van Dortants of Oude Molen is een voormalige windmolen nabij het Limburgse dorp Oirsbeek, in de Nederlandse gemeente Beekdaelen. Van de molen, gebouwd in 1802, resteert thans enkel nog de romp.
De oude molen is gebouwd als korenmolen van het type grondzeiler en werd gesitueerd op een helling van het Plateau van Doenrade, aan de Hagerweg in de buurtschap Oppeven. Ongeveer honderd meter ten westen werd in 1878 een tweede windmolen gebouwd, de Janssenmolen. De oude molen heeft meer dan een eeuw dienstgedaan tot een brand in 1920 het complex verwoestte en waarbij enkel een gedeelte van de romp gespaard is gebleven. De molenromp is in 2007 gerestaureerd.